# A Festival Prelude
A Festival Prelude is een compositie voor harmonieorkest van de Amerikaanse componist Alfred Reed. Het stuk is geschreven voor het 25-jarig bestaan van het Tri-State Music Festival in Enid (Oklahoma). De componist heeft dit werk opgedragen aan het harmonieorkest van de Phillips universiteit in Enid (Oklahoma). Dit harmonieorkest verzorgde ook de première van het werk onder leiding van de gastdirigent Alfred Reed. Een versie voor symfonieorkest is door  de componist geschreven in 1968.
Het werk is door verschillende orkesten langspeelplaat of cd opgenomen, waaronder het Tokyo Kosei Wind Orchestra met de componist als gastdirigent.